# Lizerg
Lizerg é uma vila na comuna de Trifaoui, no distrito de Hassi Khelifa, província de El Oued, Argélia. A vila está localizada a 3,5 km (2,2 milhas) ao sudeste de Trifaoui e 11 km (6,8 milhas) a nordeste da capital provincial El Oued.